# Eusthenia
Genre
Eusthenia est un genre d'insectes plécoptères de la famille des Eustheniidae.

## Distribution
Les espèces de ce genre sont  endémiques de Tasmanie.

## Liste des genres
Selon Plecoptera Species File :
- Eusthenia costalis Banks, 1913
- Eusthenia lacustris Tillyard, 1921
- Eusthenia nothofagi Zwick, 1979
- Eusthenia reticulata (Tillyard, 1921)
- Eusthenia spectabilis Westwood, 1832
- Eusthenia venosa (Tillyard, 1921)

## Publication originale
- Westwood, J. O. 1832 : Class Insecta. The animal kingdom arranged in conformity with its organization by the Baron Cuvier. Whittaker, London, vol. 15, p. 1-796.